# Marcelle Chantal
Pour les articles homonymes, voir Chantal et Cohn.
Marcelle Chantal, est une cantatrice et comédienne française, née Marcelle Pascal le 9 février 1901 dans le 9e arrondissement de Paris, ville où elle est morte le 11 mars 1960 dans le 16e arrondissement (sous le nom de Marcelle Chantal-Pannier, à la suite d'une adoption tardive).

## Biographie
Marcelle Chantal naît dans une famille très aisée de banquiers. Sa mère, très bonne musicienne, lui donne le goût du piano et de la danse. On découvre qu'elle a une voix et, à 16 ans, elle est reçue au Conservatoire national de Musique. Pendant trois années elle y est l'élève d'Amédée Louis Hettich et obtient un Second Prix.
Elle tourne son premier film en 1920, Le Carnaval des vérités de Marcel L'Herbier (mais sous le pseudonyme de Marcelle Favrel) avec Jaque-Catelain et Paul Capellani.
En 1921, elle épouse un riche Anglo-Américain, négociant et éleveur de chevaux de courses, Jefferson Davis Cohn,
Et c'est donc sous le nom de Mme Jefferson-Cohn qu'elle se produit Salle Gaveau, en 1927, sous la direction du chef d'orchestre Albert Wolff. Puis elle auditionne chez les Frères Isola et est engagée d'emblée comme cantatrice à l'Opéra-Comique dans La Vie de bohème. On  la voit dans Manon de Jules Massenet puis elle rencontre le succès à l'Opéra Garnier dans Thaïs.
Elle cumule sa carrière de cantatrice avec les fonctions de directrice du Théâtre des Champs-Élysées. Associée à plusieurs créations, elle y reprend Les Sylphides, Le Lac des cygnes et Le Spectre de la rose. Et c'est elle qui fera  découvrir aux Parisiens, en mai 1928, la célèbre danseuse Anna Pavlova[réf. nécessaire].
Peu de temps après, Firmin Gémier lui propose de créer, pour le Théâtre Universel, le fameux opéra-jazz Johny mène la danse du compositeur viennois Ernst Krenek.
En 1929, le réalisateur Gaston Ravel l'engage (à la place de l'actrice Pola Negri) pour interpréter le rôle de la comtesse de la Mothe dans Le Collier de la reine, le premier film sonore français. Elle y obtient un énorme succès et sa carrière d'actrice est désormais lancée.
Ayant divorcé de son mari en 1930, elle jouera dans une vingtaine de films (sous son nom désormais officiel de Marcelle Chantal), tout en poursuivant une carrière au théâtre. Notamment dans La Tendresse (d'après Henry Bataille) en 1930 ou dans Pranzini d'André Pascal et Henri Robert au Théâtre des Ambassadeurs en 1933.
Réfugiée en Suisse pendant la Seconde Guerre mondiale, elle y fait des tournées théâtrales.
C'est dans le film Chéri (d'après le roman de Colette), réalisé en 1950 par Pierre Billon, qu'elle apparaît pour la dernière fois à l'écran. Elle y tient le très beau rôle de Léa de Lonval aux côtés de Jean Desailly et d'Yvonne de Bray.
Elle meurt d'un cancer en mars 1960.
Elle est inhumée au cimetière Montmartre (32e division) avec son cousin Jacques Rigaut.

## Filmographie
- 1920 : Le Carnaval des vérités de Marcel L'Herbier
- 1929 : Le Collier de la reine de Gaston Ravel et Tony Lekain : la comtesse de la Motte
- 1930 : Toute sa vie (premier titre du film : L’Appel du cœur) d'Alberto Cavalcanti : Suzanne Valmond
- 1930 : La Tendresse d’André Hugon : Marthe Dellières
- 1930 : Le Secret du docteur de Charles de Rochefort : Liliane Garner
- 1930 : Les Vacances du diable d’Alberto Cavalcanti : Betty Williams
- 1930 : Le Réquisitoire (premier titre du film : Homicide) de Dimitri Buchowetzki : Lydia Alton
- 1931 : La Vagabonde de Solange Bussi : Renée Nérée
- 1932 : Au nom de la loi de Maurice Tourneur : Sandra
- 1932 : Une nuit à Monte-Carlo (court métrage) de Robert Land
- 1933 : L'Ordonnance de Victor Tourjansky : Hélène
- 1934 : Antonia, romance hongroise de Max Neufeld et Jean Boyer : Antonia
- 1934 : Amok de Fedor Ozep : Hélène Havilland
- 1935 : Baccara d'Yves Mirande et Léonide Moguy (premier assistant-réalisateur) : Elsa Barienzi
- 1935 : La Gondole aux chimères (La gondola delle chimere) d'Augusto Genina : Lady Diana Wynham
- 1936 : L'Île des veuves de Claude Heymann + la version anglaise A romance in Flanders de Maurice Elvey : Yvonne
- 1936 : La Porte du large de Marcel L'Herbier : Madeleine Level
- 1936 : Nitchevo de Jacques de Baroncelli : Thérèse Sabianne
- 1937 : L'Affaire Lafarge de Pierre Chenal : Marie Lafarge-Capelle
- 1938 : La Tragédie impériale de Marcel L'Herbier : tsarine Alexandra
- 1939 : Jeunes Filles en détresse de Georg Wilhelm Pabst : Madame Presle
- 1949 : Fantômas contre Fantômas de Robert Vernay : Irène de Charras
- 1950 : Julie de Carneilhan de Jacques Manuel : Marianne
- 1950 : Chéri de Pierre Billon : Léa de Lonval